# 桂林公園駅
座標: 北緯31度10分7.6秒 東経121度24分49.7秒 / 北緯31.168778度 東経121.413806度
桂林公園駅（けいりんこうえんえき）は、上海市徐匯区漕宝路桂林路に位置する上海地下鉄12号線と15号線の駅。

## 駅構造
島式ホーム1面2線の地下駅。ホームドア設置。

## 歴史
- 2015年12月19日 - 12号線開業。

## 隣の駅
上海地下鉄
■12号線
虹漕路駅 - 桂林公園駅 - 漕宝路駅